# The Green Wave
The Green Wave ist eine 2010 erschienene 82-minütige Dokumentation – von der es auch eine 52-minütige Fernsehfassung unter dem Titel Iran Elections 2009 gibt – des deutsch-iranischen Regisseurs Ali Samadi Ahadi.

## Inhalt
Der Film handelt von den Protesten nach den iranischen Präsidentschaftswahlen die 2009 im Iran stattfanden und noch im selben Jahr blutig vom iranischen Regime niedergeschlagen wurden.

## Gestaltung
Aus formaler Sicht geht die Dokumentation neue Wege, indem sie Scherenschnitt-Animationen mit Interviewszenen, Tweets, Facebook-Posts und Handyaufnahmen mischt. Der Film macht in poetischen Bildern auf die Brutalität und die falschen Spiele der Regierung aufmerksam und gibt so die Geschichte iranischer Blogger wieder.

## Filmfestivals
Beim Sundance Film Festival lief der Film im Wettbewerb „World Cinema Documentary“.
RBB und MDR adaptierten die Dokumentation 2011 als Radio-Feature.